# Верндейл (город, Миннесота)
Верндейл (англ. Verndale) — город в округе Уодина, штат Миннесота, США. На площади 2,5 км² (2,5 км² — суша, водоёмов нет), согласно переписи 2002 года, проживают 575 человек. Плотность населения составляет 226,9 чел./км².
- Телефонный код города — 218
- Почтовый индекс — 56481
- FIPS-код города — 27-66874[1]
- GNIS-идентификатор — 0653638[2]